# Tatsuo Hori
Tatsuo Hori (堀 辰雄?, Hori Tatsuo; Tōkyō, 28 dicembre 1904 – Nagano, 28 maggio 1953) è stato uno scrittore, poeta e traduttore giapponese della prima metà del XX secolo.

## Biografia

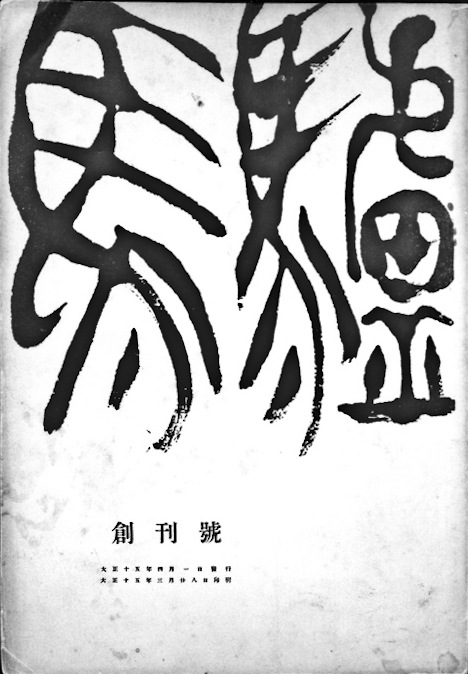
Copertina del primo numero di Roba (aprile 1926).

Nato a Tokyo, Hori si laureò all'Università Imperiale. Da studente contribuì a tradurre i poeti francesi dell'epoca per una rivista letteraria dal titolo Roba, sponsorizzata dal poeta Murō Saisei.
Hori si considerava discepolo di Ryūnosuke Akutagawa, ma le sue prime opere risentono dell'influenza del movimento letterario proletario come ritenuto dai suoi amici Nagai Tatsuo e Kobayashi Hideo. Le sue ultime opere riflettono un movimento verso il modernismo.

## Carriera letteraria
Hori scrisse diverse novelle e poemi ambientati in località suggestive, come un sanatorio montano nella prefettura di Nagano, caratterizzati da un triste tema di morte che riflette la sua personale battaglia con la tubercolosi. Spesso senza trama e vago, il suo stile fu lodato da Yasunari Kawabata.
Scrisse anche Yamatoji, una piccola collezione di saggi poetici sentimentali su Nara e sui suoi siti storici. A queste opere seguì Adashino, romanzo tragico ambientato nel periodo Nara. Le sue bellissime descrizioni di Nara e del mondo dell'antica capitale sono state divulgate dalle autorità turistiche della città. La città di Karuizawa, dove Hori soggiornò durante la sua malattia, ha costruito il Museo memoriale Tatsuo Hori in suo onore.
La sua tomba si trova al cimitero di Tama, il più grande del Giappone, nella Prefettura di Tokyo.

### Opere principali
- Sei kazoku (聖家族? lett. "La sacra famiglia"), 1932
- Utsukushii mura (美しい村? lett. "Bellissimo villaggio"), 1933
- Si alza il vento (風立ちぬ?, Kaze tachinu), 1936–37, Ferrara, Kappalab, 2014; traduzione di Anna Specchio
- Kagerou no Nikki (かげろふの日記? lett. "Diario di Mayfly"), 1937
- Naoko (菜穂子?), 1941
- Arano (曠野?), 1941
- Younen jidai (幼年時代? lett. "Infanzia"), 1942